# Нетреба Ірина Петрівна
Іри́на Петрі́вна Нетре́ба (азерб. İrina Netreba; нар. 26 квітня 1991, Львів) — українська і азербайджанська борчиня вільного стилю, срібна призерка чемпіонату Європи, бронзова призерка літньої Універсіади. Майстер спорту України міжнародного класу з вільної боротьби.

## Біографія
Народилась у Львові. Боротьбою почала займатися з 2004 року. Вихованка Тернопільської обласної комунальної школи вищої спортивної майстерності. Тренувалася під керівництвом Андрія Пестуна.
У 2007 році стала бронзовою призеркою чемпіонату Європи серед кадетів. Наступного року поліпшила цей результат, ставши чемпіонкою європейської першості серед кадетів. Того ж року виступила і на юніорському чемпіонаті Європи і теж виборола золоту нагороду. У 2009 році на чемпіонаті Європи серед юніорів стала бронзовою призеркою. Того ж року на чемпіонаті світу стала п'ятою у цій же віковій групі.
Виступала за львівське спортивне товариство «Колос». Тренувалася у Руслана Савлохова.
Закінчила Львівське державне училище фізичної культури, навчалась в Міжрегіональній академії управління персоналом.
До 2009 року виступала за збірну України. З 2013 року представляє збірну Азербайджану. У її складі 2014 року стала віце-чемпіонкою Європи, поступившись у фіналі росіянці Валерії Колобовій. У 2018 році принесла збірній Азербайджану бронзову нагороду чемпіонату світу, поступившись у півфіналі Даніелль Лаппаж з Канади, але вигравши сутичку за третє місце в американки Форрест Молінарі.
Виступає за спортивний клуб «Атаспорт» з Баку. Тренується у Ягуба Маммадова.

## Спортивні результати на міжнародних змаганнях

### Виступи на Чемпіонатах світу
| Змагання                        | Збірна      | Вагова категорія          | Місце  |
| ------------------------------- | ----------- | ------------------------- | ------ |
| Чемпіонат світу з боротьби 2008 | Україна     | жіноча боротьба, до 63 кг | 9      |
| Чемпіонат світу з боротьби 2013 | Азербайджан | жіноча боротьба, до 63 кг | 12     |
| Чемпіонат світу з боротьби 2014 | Азербайджан | жіноча боротьба, до 58 кг | 10     |
| Чемпіонат світу з боротьби 2015 | Азербайджан | жіноча боротьба, до 60 кг | 5      |
| Чемпіонат світу з боротьби 2017 | Азербайджан | жіноча боротьба, до 58 кг | 15     |
| Чемпіонат світу з боротьби 2018 | Азербайджан | жіноча боротьба, до 65 кг | Бронза |
| Чемпіонат світу з боротьби 2019 | Азербайджан | жіноча боротьба, до 68 кг | 16     |

### Виступи на Чемпіонатах Європи
| Змагання                         | Збірна      | Вагова категорія          | Місце  |
| -------------------------------- | ----------- | ------------------------- | ------ |
| Чемпіонат Європи з боротьби 2009 | Україна     | жіноча боротьба, до 63 кг | 9      |
| Чемпіонат Європи з боротьби 2013 | Азербайджан | жіноча боротьба, до 59 кг | 9      |
| Чемпіонат Європи з боротьби 2014 | Азербайджан | жіноча боротьба, до 58 кг | Срібло |
| Чемпіонат Європи з боротьби 2018 | Азербайджан | жіноча боротьба, до 68 кг | 8      |
| Чемпіонат Європи з боротьби 2019 | Азербайджан | жіноча боротьба, до 68 кг | 5      |
| Чемпіонат Європи з боротьби 2020 | Азербайджан | жіноча боротьба, до 68 кг | 8      |
| Чемпіонат Європи з боротьби 2021 | Азербайджан | жіноча боротьба, до 65 кг | 5      |

### Виступи на Європейських іграх
| Змагання              | Збірна      | Вагова категорія          | Місце |
| --------------------- | ----------- | ------------------------- | ----- |
| Європейські ігри 2015 | Азербайджан | жіноча боротьба, до 58 кг | 5     |
| Європейські ігри 2019 | Азербайджан | жіноча боротьба, до 68 кг | 12    |

### Виступи на Кубках світу
| Змагання                    | Збірна      | Вагова категорія          | Місце |
| --------------------------- | ----------- | ------------------------- | ----- |
| Кубок світу з боротьби 2012 | Азербайджан | жіноча боротьба, до 59 кг | 8     |
| Кубок світу з боротьби 2015 | Азербайджан | жіноча боротьба, до 58 кг | 5     |

### Виступи на Універсіадах
| Змагання               | Збірна      | Вагова категорія          | Місце  |
| ---------------------- | ----------- | ------------------------- | ------ |
| Літня Універсіада 2013 | Азербайджан | жіноча боротьба, до 63 кг | Бронза |

### Виступи на інших змаганнях
| Змагання                                                       | Збірна      | Вагова категорія          | Місце  |
| -------------------------------------------------------------- | ----------- | ------------------------- | ------ |
| Турнір Яшара Догу 2012                                         | Азербайджан | жіноча боротьба, до 63 кг | Срібло |
| Олімпійський кваліфікаційний турнір з боротьби 2012 (Софія)    | Азербайджан | жіноча боротьба, до 63 кг | 13     |
| Золотий Гран-прі з боротьби 2012 (Баку)                        | Азербайджан | жіноча боротьба, до 59 кг | Бронза |
| Вогні Москви 2012                                              | Азербайджан | жіноча боротьба, до 59 кг | Срібло |
| Турнір Дана Колова — Николи Петрова 2013                       | Азербайджан | жіноча боротьба, до 59 кг | Золото |
| Турнір Олександра Медведя 2013                                 | Азербайджан | жіноча боротьба, до 59 кг | Срібло |
| Austrian Ladies Open 2013                                      | Азербайджан | жіноча боротьба, до 59 кг | Бронза |
| Меморіал Вацлава Циолковського 2013                            | Азербайджан | жіноча боротьба, до 63 кг | 7      |
| Золотий Гран-прі з боротьби 2013 (Баку)                        | Азербайджан | жіноча боротьба, до 59 кг | 6      |
| Турнір Олександра Медведя 2014                                 | Азербайджан | жіноча боротьба, до 60 кг | Срібло |
| Гран-прі Німеччини з боротьби 2014                             | Азербайджан | жіноча боротьба, до 58 кг | Бронза |
| Золотий Гран-прі з боротьби 2014 (Баку)                        | Азербайджан | жіноча боротьба, до 58 кг | 5      |
| Вогні Москви 2014                                              | Азербайджан | жіноча боротьба, до 58 кг | Срібло |
| Гран-прі Парижа з боротьби 2015                                | Азербайджан | жіноча боротьба, до 58 кг | Бронза |
| Klippan Lady Open 2015                                         | Азербайджан | жіноча боротьба, до 58 кг | 5      |
| Турнір Дана Колова — Николи Петрова 2015                       | Азербайджан | жіноча боротьба, до 58 кг | 9      |
| Відкритий чемпіонат Польщі з боротьби 2015                     | Азербайджан | жіноча боротьба, до 60 кг | Бронза |
| Кубок Алроси 2015                                              | Азербайджан | жіноча боротьба, до 60 кг | 5      |
| Золотий Гран-прі з боротьби 2015                               | Азербайджан | жіноча боротьба, до 60 кг | 8      |
| Київський Міжнародний турнір з боротьби 2016                   | Азербайджан | жіноча боротьба, до 63 кг | 5      |
| Олімпійський кваліфікаційний турнір з боротьби 2016 (Зренянин) | Азербайджан | жіноча боротьба, до 63 кг | 5      |
| Золотий Гран-прі з боротьби 2016                               | Азербайджан | жіноча боротьба, до 60 кг | 8      |
| Київський Міжнародний турнір з боротьби 2017                   | Азербайджан | жіноча боротьба, до 58 кг | Бронза |
| Турнір Дана Колова — Николи Петрова 2017                       | Азербайджан | жіноча боротьба, до 58 кг | 7      |
| Київський Міжнародний турнір з боротьби 2018                   | Азербайджан | жіноча боротьба, до 65 кг | Срібло |
| Турнір Ібрагіма Мустафи 2018                                   | Азербайджан | жіноча боротьба, до 65 кг | Срібло |
| Турнір Олександра Медведя 2018                                 | Азербайджан | жіноча боротьба, до 65 кг | Бронза |
| Henri Deglane Challenge 2019                                   | Азербайджан | жіноча боротьба, до 65 кг | Золото |
| Турнір Яшара Догу 2020                                         | Азербайджан | жіноча боротьба, до 68 кг | Бронза |
| Київський Міжнародний турнір з боротьби 2021                   | Азербайджан | жіноча боротьба, до 68 кг | 5      |

### Виступи на змаганнях молодших вікових груп
| Змагання                                       | Збірна  | Вагова категорія          | Місце  |
| ---------------------------------------------- | ------- | ------------------------- | ------ |
| Чемпіонат Європи з боротьби серед кадетів 2007 | Україна | жіноча боротьба, до 65 кг | Бронза |
| Чемпіонат Європи з боротьби серед кадетів 2008 | Україна | жіноча боротьба, до 65 кг | Золото |
| Чемпіонат Європи з боротьби серед юніорів 2008 | Україна | жіноча боротьба, до 67 кг | Золото |
| Чемпіонат Європи з боротьби серед юніорів 2009 | Україна | жіноча боротьба, до 67 кг | Бронза |
| Чемпіонат світу з боротьби серед юніорів 2009  | Україна | жіноча боротьба, до 63 кг | 5      |